# Paul Vergnes
Pour les articles homonymes, voir Vergnes.
Paul Vergnes (né le 21 janvier 1798 à Tonneins, en Lot-et-Garonne) et mort le 5 avril 1877 à Bordeaux, dans le département de la Gironde) est un avocat et homme politique français.

## Biographie
Fils d'un préfet de l'Empire, Paul Vergnes est avocat à Marmande et maire de la ville. Il est député de Lot-et-Garonne de 1848 à 1849, siégeant avec la gauche modérée. Il est conseiller général après 1870.